# Miles and Monk at Newport
Pour les articles homonymes, voir Monk (homonymie).
Miles & Monk at Newport est un album sorti en 1963 qui combine une prestation de Miles Davis à Newport en 1958 avec une de Thelonious Monk, toutes les deux à l'occasion du Newport Jazz Festival. Il s'agit de deux prestations distinctes.

## Liste des pistes
Face 1
| Piste | Titre du morceau    | Composé par                   | Durée |
| ----- | ------------------- | ----------------------------- | ----- |
| 1.    | Ah-Leu-Cha          | Charlie Parker                | 5:55  |
| 2.    | Straight, No Chaser | T. Monk                       | 8:52  |
| 3.    | Fran-Dance          | M. Davis                      | 7:08  |
| 4.    | Two Bass Hit        | Dizzy Gillespie et John Lewis | 4:19  |

Face 2
| Piste | Titre du morceau | Composé par | Durée |
| ----- | ---------------- | ----------- | ----- |
| 1.    | Nutty            | T. Monk     | 13:57 |
| 2.    | Blue Monk        | T. Monk     | 11:18 |

## Interprètes et instruments
Face 1The Miles Davis Sextet
- Miles Davis - trompette
- Cannonball Adderley - saxophone alto
- John Coltrane - saxophone ténor
- Bill Evans - piano
- Paul Chambers - basse
- Jimmy Cobb - batterie

Face 2The Thelonious Monk Quartet with Pee Wee Russell
- Pee Wee Russell - clarinette
- Charlie Rouse - saxophone ténor
- Thelonious Monk - piano
- Butch Warren - basse
- Frankie Dunlop - batterie